# Królik doświadczalny
Królik doświadczalny (jap. ギニーピッグ Ginī Piggu) (ang. Guinea Pig Series) – seria japońskich filmów gore wzorowanych na filmach snuff.
Poszczególne części cyklu dystrybuowane były na kasetach wideo w latach 80. i na początku lat 90. XX wieku. Ze względu na kontrowersyjne treści produkcja kolejnych części została zabroniona, a według niektórych źródeł produkcję wstrzymano po tym jak filmy znaleziono w domu seryjnego mordercy. Filmy zostały wydane na płycie DVD w Stanach Zjednoczonych, Holandii i Austrii.

## Diabelski eksperyment
Pierwszy film w serii. Grupa mężczyzn pojmawszy młodą dziewczynę, chce jej wyrządzić krzywdę. Torturują ją na wiele różnych sposobów, od bicia aż do wkładania ostrego kawałka metalu podobnego do igły w jej oko, który przeszywa w poprzek siatkówkę.

## Kwiat ciała i krwi
Kobieta wracająca nocą do domu zostaje zaatakowana przez nieznanego sprawcę, który usypia ją chloroformem. Kiedy odzyskuje świadomość, odkrywa, że jest przywiązana do łóżka w zbryzganym krwią lochu, na łasce mężczyzny w samurajskim hełmie, który chce przemienić ją w kwiat ciała i krwi. Przy kamerze rejestrującej każdy jego ruch, mężczyzna zaczyna powoli rozczłonkowywać i patroszyć jej ciało.

## On nigdy nie umiera
Dramatyczna, niepozbawiona makabrycznych elementów opowieść mężczyzny porzuconego przez ukochaną, który doprowadzony do ostateczności próbuje popełnić samobójstwo.

## Syrena w kanale
Artysta odnajduje syrenę w kanale ściekowym. Zabiera ją ze sobą do domu, ale wkrótce u syreny rozwija się choroba, która powoduje, że całe jej ciało pokrywa się krostami i krwawi. Mężczyzna wykorzystuje wydzielinę wydobywającą się z jej owrzodzenia do malowania portretu. Wkrótce nie może już się dłużej kontrolować - załamuje się i zaczyna rozczłonkowywać jej ciało.

## Android z Notre Dame
Historia szalonego naukowca, który poszukuje leku dla swej nieuleczalnie chorej siostry. Początkowe eksperymenty na zwierzętach nie przynoszą oczekiwanego rezultatu, ale pewnego dnia do naukowca zgłasza się tajemniczy Kato, który ofiarowuje mu świeże kobiece ciało za 10 milionów jenów, na co bohater przystaje.

## Diabelska pani doktor
Drag Queen eksperymentuje ze swoimi pacjentami – kroi ich na plastry, odcina głowy i kończyny, czerpiąc z tego dużą rozkosz.

## Zansatsu supeshyaru
ang. Slaughter Special (1991) – kolekcja najbardziej krwawych i sadystycznych scen wziętych z całej serii. 

## Meikingu obu Za Ginipiggu
ang. Making of Guinea Pig (1986) - dokument przedstawiający pracę nad efektami specjalnymi w trzech filmach z serii.